# 黛敏郎
黛敏郎（日语：／ Mayuzumi Toshirō，1929年2月20日—1997年4月10日），日本作曲家。日本二戰後的古典音樂、現代音樂界代表人物。黛敏郎在東京藝術大學擔任講師，培育了很多年輕作曲家。

## 生平
1929年出生於神奈川橫濱。黛敏郎曾就讀舊制横濱一中（現神奈川縣立希望ヶ丘高等學校）。並在1945年入讀東京音樂學校（即現在的東京藝術大學），跟隨橋本國彦、池内友次郎、伊福部昭學習音樂。在校期間，黛敏郎於爵士樂隊擔任鋼琴手。黛敏郎在1949年從東京音樂學校畢業，並於1951年研究院畢業。在日本第一套彩色電影《卡門回歸家鄉》（カルメン故郷に帰る）負責創作同名主題曲。
1951年8月，法國政府接收來自日本學生，黛敏郎與矢代秋雄一同前往巴黎音樂學院留學，然而黛敏郎在巴黎感覺到與西洋傳統距離，在一年後便遠離了意圖「改變其音感」的「可怕學院」，提早結束留學返回日本。 1953年，黛敏郎與芥川也寸志、團伊玖磨組成「三人之會」，亦開始作曲工作。
黛敏郎的代表作為《涅槃交響曲》，他亦為日本電影『赤線地帯』、『豬軍艦』、『天地創造』、『黒部の太陽』創作配樂。在指揮家小澤征爾與NHK交響樂團的衝突事件時，黛敏郎在當中調解，促成小澤與NHK副理事阿部真之助於1963年1月17日進行會談，雙方達成和解。1964年10月10日東京奥林匹克運動會，黛敏郎參與了開幕式及負責國立霞丘陸上競技場場內電子音樂的創作。
1995年11月，黛敏郎擔任日本右翼團體「守護日本國民會議」（日本を守る国民会議）末代議長，此團體於1997年5月30日與另一個日本右翼團體「日本守護會」（日本を守る会）合併為「日本會議」（日本会議）。
1997年4月10日，黛敏郎因肺癌引發轉移性肝腫瘤和肝功能衰竭在神奈川県川崎市總合新川橋病院去世，葬於神奈川県曹洞宗大本山總持寺内墓地，戒名為「威徳院優嶽叡敏居士」。
黛敏郎妻子為日本女演員桂木洋子，長子為劇場導演黛敏林太郎。弟弟是朝日新聞學藝部編集委員黛哲郎。

## 主要作品

### 管弦樂
- 獅身人面像（1950）
- 饗宴（1954）
- 涅槃交響曲（1958）
- 曼陀羅交響曲（1960）
- 交響詩《輪迴》（1962）
- 音樂的誕生（1964）
- 木琴小協奏曲[3]（1965）
- 交響詩《立山》（1971）
- G線上詠嘆調（1978）
- 21世紀的狂想曲（1991）
- 帕薩卡麗亞（1997 /未完成）

### 歌劇
- 新金閣寺（1976）根據三島由紀夫小說《金閣寺》
- 古事記（1996年）

### 芭蕾音樂
- BUGAKU（1962年第15屆尾高賞得奬作品）
- THE KABUKI[4]（1986）
- M（1993）

### 吹奏樂、管樂合奏
- 雕塑音樂（1961年）
- 地質紋理（1962）
- 花火 Fireworks （1963）
- 敲擊樂與管樂團協奏曲（1965）
- 《黎明》進行曲（1964年）
- 《祖國》進行曲（1981年）

### 室內樂
- 小提琴與鋼琴奏鳴曲（1946）
- 弦樂四重奏（1957）
- 大提琴獨奏曲（1960）
- 弦樂前奏四重奏（1961）
- 昭和天平樂（1970年）
- ROKUDAN豎琴（1989）

### 聲樂
- 大佛讚歌（1983）
- 《京都1200年 創生傳統》清唱劇（1994）

### 磁帶音樂
- X·Y·Z對音樂的混音工程（1953）
- 三個電子音樂作品（1955）
- 曼陀羅（1955）

### 映画音楽
- 『赤線地帯』
- 『豬軍艦』
- 『天地創造』
- 『黒部の太陽』

### 校歌
- 大阪府立金岡高等学校 校歌（1974）
- 千葉県八千代市立村上東中学校 校歌（1976）
- 北海道苫小牧南高等学校 校歌
- 徳島文理大学 校歌
- 横浜隼人高等学校 校歌

## 著作
- 『私の茶道入門 これぞ芸術の極み』（光文社カッパ・ホームズ、1976年）
- 『題名のない音楽会』（角川書店、1977年／角川文庫、1981年）
- 『日本のこころ』（筥崎宮、1979年）。
- 『題名のない独白』（サンケイ出版、1984年）。

### 共著など
- 『現代音楽に関する3人の意見』（團伊玖磨、芥川也寸志共著、中央公論社、1959年）
- 『“君が代”はなぜ歌われない 黛敏郎の対談』（浪曼、1974年）。編集担当宮崎正弘
- 岡倉天心 『茶の本 現代語で読む』（訳・解説、三笠書房、1983年）。オンデマンド版2003年
- 『日本国新憲法制定宣言』（徳間書店、1994年）

## 作曲家學生
（出生順序）
- 伊部晴美
- 松下功1951-
- 松岡俊克1952-
- 四反田素幸1952-
- 高橋裕1953-
- 鈴木行一1954-2010
- 南聡1955-
- 木下牧子1956-
- 天沼裕子1956-
- 鶴田睦夫1956-
- 佐橋俊彦1959-
- 中川善裕1959-
- 千住明1960-
- 山内雅弘1960-
- 安藤由布樹1961-
- 小栗克裕1962-
- 土田英介1963-
- 岩代太郎1965-
- 佐佐木冬彦1965-
- 芙苑晶1969-
- TAROかまやつ1970-
- 小倉啓介
- 城谷正博

## 外部連結
- 黛敏郎 音樂 （页面存档备份，存于）